# Otto Ernst Hartmann
Otto Ernst Hartmann (* 30. September 1822 in Lüneburg; † 17. September 1877 in Göttingen) war ein deutscher Rechtswissenschaftler und Hochschullehrer. 

## Leben
Hartmann absolvierte das Johanneum in Lüneburg. Im Frühjahr 1841 wurde er an der Universität Göttingen zum Studium der Philologie immatrikuliert. Er wechselte zum Studium der Rechtswissenschaft und ging 1843/1844 zum weiteren Studium an die Universität Berlin. 1844 gewann er in Göttingen mit der Schrift De onere probandi in caussis criminum einen akademischen Preis und bestand das Staatsexamen, bevor er 1845 Auditor bei der Justizkanzlei in Göttingen wurde. Ebenfalls 1845 habilitierte er sich an der Juristischen Fakultät. 1846 gab er die Tätigkeit bei Gericht auf, um als Privatdozent an der Universität in Göttingen zu lehren.
Hartmann erhielt am 24. September 1851 eine Stelle als außerordentlicher Professor der Rechte, wobei er unter anderem die Geschichte und Institutionen des römischen Rechts und Theorie des Zivilprozesses lehrte. Er vertrat in einem Gutachten die Ansicht, dass es zu der Aufgabe eines Richters gehöre, die Verfassungsmäßigkeit landesherrlicher Erlasse zu prüfen, wodurch er bei der Regierung in Ungnade fiel.
Hartmann folgte 1859 einem Ruf als Professor der Rechte an die Universität Halle. Bereits 1862 wurde er jedoch als ordentlicher Professor der Rechte an die Göttinger Universität zurückberufen. Dort erhielt er zu seinem bisherigen Lehrgebiet die Pandekten hinzu. Da er die Verbindung zur Praxis nicht verlieren wollte, wurde er außerdem Mitglied des Obergerichtes in Göttingen. Ab 1876 musste er seine Tätigkeit aufgrund einer Erkrankung, die mehrere Operationen notwendig machte, unterbrechen. Schließlich starb er 1877 an einer Lungenentzündung.
Hermann wurde 1866, nachdem er einen Ruf als Präsident des Oberappellationsgerichts Jena abgelehnt hatte, zum Hofrat und schließlich 1875 zum Geheimen Justizrat ernannt.

## Werke (Auswahl)
- Ueber das römische Contumacialverfahren, Vandenhoeck und Ruprecht, Göttingen 1851.
- Ueber die römische Gerichtsverfassung, Vandenhoeck und Ruprecht, Göttingen 1859.
- Zum Römischen Kalender: eine Entgegnung auf Th. Mommsens Angriffe, Vandenhoeck und Ruprecht, Göttingen 1860.
- Ludwig Lange (Hrsg.): Der römische Kalender: aus dem Nachlasse des Verfassers, Teubner, Leipzig 1882.